# Área metropolitana de Bilbau
A área metropolitana de Bilbau  é formada pelos 22 municípios biscainhos que incorporam a jurisdição da Grande Bilbau e ainda de acordo com o regulamento  de Ordenação do Território de Euskadi mediante a definição da Área funcional de Bilbau metropolitano, os municípios de: Arrancudiaga, Barrica, Berango, Gorliz, Lemóniz, Plentzia, Sopelana, Miravalles, Urduliz e Ceberio, num total de 35 municípios.
Em 2005, era a sexta área metropolitana da Espanha em número de habitantes, contando com 947.581 habitantes, o que representa a maior parte da população biscainha, que conta com 1,152,658 habitantes (2008), quase metade do País Basco espanhol.

## Projetos à volta da Àrea Metropolitana de Bilbau
Os principais municípios da comarca e área metropolitana, Bilbau e Baracaldo, constituíram em 1992, com a Deputação de Biscaia e as administrações nacional e autonômica, a entidade Bilbau Ria 2000 para a regeneração urbana de Bilbau e do seu ambiente, precisamente por serem estes os municípios mais castigados pela intensa atividade industrial e pela grande quantidade de solos poluídos e ruínas industriais. Entre os projetos que esta instituição impulsionou figuram a recuperação de Abandoibarra, outra área industrial, onde atualmente se localizam o Museu Guggenheim e o Palácio Euskalduna.
Paralelamente, existe a associação Bilbau Metrópole-30, constituída em 1991 pelo Município de Bilbau, Deputação Foral de Biscaia e Governo Basco e diversas entidades públicas e privadas para a revitalização de toda a Área Metropolitana de Bilbau.

## Municípios da área metropolitana de Bilbau
| Município               | Extensão km² | População 2009 | Densidade hab/km² |  | 'População 2008 | População 2007 | População 2006 | População 2000 | População 1991 | População 1980 | População 1970 | População 1960 | População 1950 |
| ----------------------- | ------------ | -------------- | ----------------- |  | --------------- | -------------- | -------------- | -------------- | -------------- | -------------- | -------------- | -------------- | -------------- |
| Abanto y Ciérvana (PNV) | 18,0         | 9 647          | 535,9             |  | 9 608           | 9 609          | 9 608          | 8 989          | 9 247          | 9 420          | 10 002         | 11 513         | 9 330          |
| Alonsótegui (PNV)       | 16,0         | 2 835          | 176,9             |  | 2 831           | 2 804          | 2 785          | 2 760          | 3 047          | -              | -              | -              | -              |
| Arrancudiaga (PNV)      | 20,8         | 909            | 42,5              |  | 885             | 848            | 824            | 745            | 685            | 837            | 1 087          | 940            | 902            |
| Arrigorriaga (PNV)      | 22,8         | 12 435         | 543,8             |  | 12 399          | 12 341         | 12 245         | 10 662         | 9 667          | 8 912          | 9 820          | 8 142          | 4 646          |
| Baracaldo (PSE-EE)      | 25,03        | 98 460         | 3 888,5           |  | 97 328          | 96 412         | 95 640         | 97 281         | 105 677        | 117 422        | 108 757        | 77 802         | 42 240         |
| Barrica (PNV)           | 7,8          | 1 449          | 181,7             |  | 1 417           | 1 405          | 1 375          | 1 159          |                | 774            | 929            | 1 003          | 1 031          |
| Basauri (PNV)           | 7,2          | 42 657         | 5 967,5           |  | 42 966          | 43 250         | 43 626         | 47 036         | 50 395         | 51 996         | 41 794         | 23 030         | 11 637         |
| Berango (PNV)           | 8,8          | 6 588          | 731,8             |  | 6 440           | 6 280          | 6 012          | 4 929          | 4 102          | 4 135          | 2 877          | 1 812          | 1 664          |
| Bilbau (PNV)            | 41,26        | 354 860        | 8 563,7           |  | 353 340         | 353 168        | 354 145        | 354 271        | 372 054        | 433 030        | 410 490        | 297 942        | 229 334        |
| Ceberio (PNV)           | 47,1         | 1 054          | 22,8              |  | 1 072           | 1 072          | 1 050          | 959            | 912            | 1 067          | 1 603          | 2 076          | 2 044          |
| Ciérvana (PNV)          | 9,2          | 1 382          | 146,8             |  | 1 351           | 1 299          | 1 283          | 1 206          | -              | -              | -              | -              | -              |
| Derio (PNV)             | 7,4          | 5 307          | 709,9             |  | 5 253           | 5 191          | 5 107          | 4700           | 4 904          | -              | -              | -              | -              |
| Etxebarri (Indep.)      | 3,3          | 9 171          | 2 586,7           |  | 8 536           | 8 152          | 7              | 6 690          | 6 426          | 6 523          | 4 452          | 4 148          | 1 529          |
| Erandio (PNV)           | 18,0         | 24 262         | 1 332,6           |  | 23 987          | 23 960         | 23 653         | 22 853         | 24 977         | -              | -              | -              | -              |
| Galdakao (PNV)          | 31,7         | 29 226         | 922,2             |  | 29 234          | 29 183         | 29 374         | 29 387         | 28 885         | 26 545         | 18 770         | 10 431         | 7 733          |
| Gorliz (Indep.)         | 10,2         | 5400           | 518,3             |  | 5 287           | 5 176          | 5 049          | 4 179          | 2 942          | 3 205          | 2 324          | 1 924          | 1 733          |
| Getxo (PNV)             | 11,9         | 80 770         | 6 828,6           |  | 81 260          | 81 746         | 82 327         | 83 789         | 79 517         | 67 321         | 39 153         | 22 951         | 19 309         |
| Larrabezua (PNV)        | 21,5         | 1 874          | 85,6              |  | 1 840           | 1 742          | 1 663          | 1 537          | 1 486          | 1 608          | 1 833          | 1 698          | 1 745          |
| Lejona (PNV)            | 8,5          | 30 079         | 3 499,8           |  | 29 748          | 29 217         | 29 100         | 27 925         | 25 506         | 22 382         | 10 571         | 7 553          | 5 765          |
| Lemóniz (PNV)           | 14,3         | 1 028          | 72,1              |  | 1 031           | 991            | 950            | 882            | 774            | 943            | 747            | 843            | 869            |
| Lezama (PNV)            | 16,5         | 2 465          | 148,1             |  | 2 443           | 2 411          | 2 352          | 2 124          | 2 002          | 1 786          | 1 612          | 1 494          | 1 501          |
| Lujua (PNV)             | 15,3         | 2 290          | 140,3             |  | 2 147           | 2 180          | 2200           | 1 885          | 1 684          | -              | -              | -              | -              |
| Miravalles (PNV)        | 5,2          | 4 029          | 771,9             |  | 4 014           | 4 017          | 4 035          | 4 122          | 4 073          | 4 270          | 3 419          | 2 394          | 1 716          |
| Musques (PNV)           | 20,8         | 7 216          | 340,8             |  | 7 089           | 6 943          | 6 839          | 6 208          | 6 407          | 6 010          | 6 047          | 4 761          | 4 042          |
| Ortuella (PNV)          | 7,7          | 8 520          | 1 104,4           |  | 8 504           | 8 577          | 8 618          | 8 819          | 8 851          | 8 918          | 8 021          | 7 611          | 5 642          |
| Plencia (Indep.)        | 6,3          | 4 302          | 658,1             |  | 4 146           | 4 081          | 4 069          | 3 556          | 2 520          | 3 040          | 2 766          | 2 417          | 2 195          |
| Portugalete (PSE-EE)    | 3,2          | 48 105         | 15 064,1          |  | 48 205          | 48 386         | 49 118         | 52 681         | 55 404         | 57 534         | 45 589         | 22 584         | 12 211         |
| Santurtzi (PNV)         | 7,2          | 46 978         | 6 528,3           |  | 47 004          | 47 094         | 47 320         | 47 999         | 50 124         | 53 329         | 46 194         | 25 570         | 10 224         |
| Sestao (PNV)            | 3,5          | 29 476         | 8 468,0           |  | 29 638          | 29 718         | 30 036         | 32 852         | 35 537         | 39 933         | 37 312         | 24 992         | 19 969         |
| Sondika (PNV)           | 6,3          | 4 536          | 711,7             |  | 4 484           | 4 432          | 4 389          | 3 929          | 3 352          | -              | -              | -              | -              |
| Sopelana (Bildu)        | 8,4          | 12 359         | 1 457,4           |  | 12 242          | 12 123         | 11 861         | 10 097         | 8 164          | 6 259          | 2 373          | 1 836          | 1 459          |
| Urdúliz (PNV)           | 7,8          | 3 338          | 423,1             |  | 3300            | 3 267          | 3 139          | 2 999          | 2 575          | 2 658          | 2 128          | 1 453          | 1 325          |
| Valle de Trápaga (PNV)  | 13,1         | 12 353         | 946,7             |  | 12 402          | 12 451         | 12 508         | 12 450         | 13 147         | 13 582         | 11 331         | 9 477          | 8 444          |
| Zamudio (PNV)           | 18,1         | 3 203          | 178,3             |  | 3 227           | 3 226          | 3 192          | 2900           | 3 501          | -              | -              | -              | -              |
| Zarátamo (PIGH)         | 10,0         | 1 735          | 174,1             |  | 1 741           | 1 687          | 1 651          | 1 662          | 1 623          | 1 750          | 2 051          | 1 856          | 1 142          |
| Bilbau metropolitano    | 499,4        | 910 298        | 1 822,8           |  | 906 387         | 904 439        | 905 030        | 906 222        | 931 054        | 955 189        | 834 052        | 580 253        | 411 381        |

## Transporte público
A área metropolitana de Bilbau tem uma extensa rede de transporte público, fundamentada no transporte ferroviário além de dispor também de serviços de transporte público por rodovia.

### Transporte ferroviário

Mapa das linhas ferroviárias do Bilbau Metropolitano, com os trechos atualmente em obras (2014) entre linhas

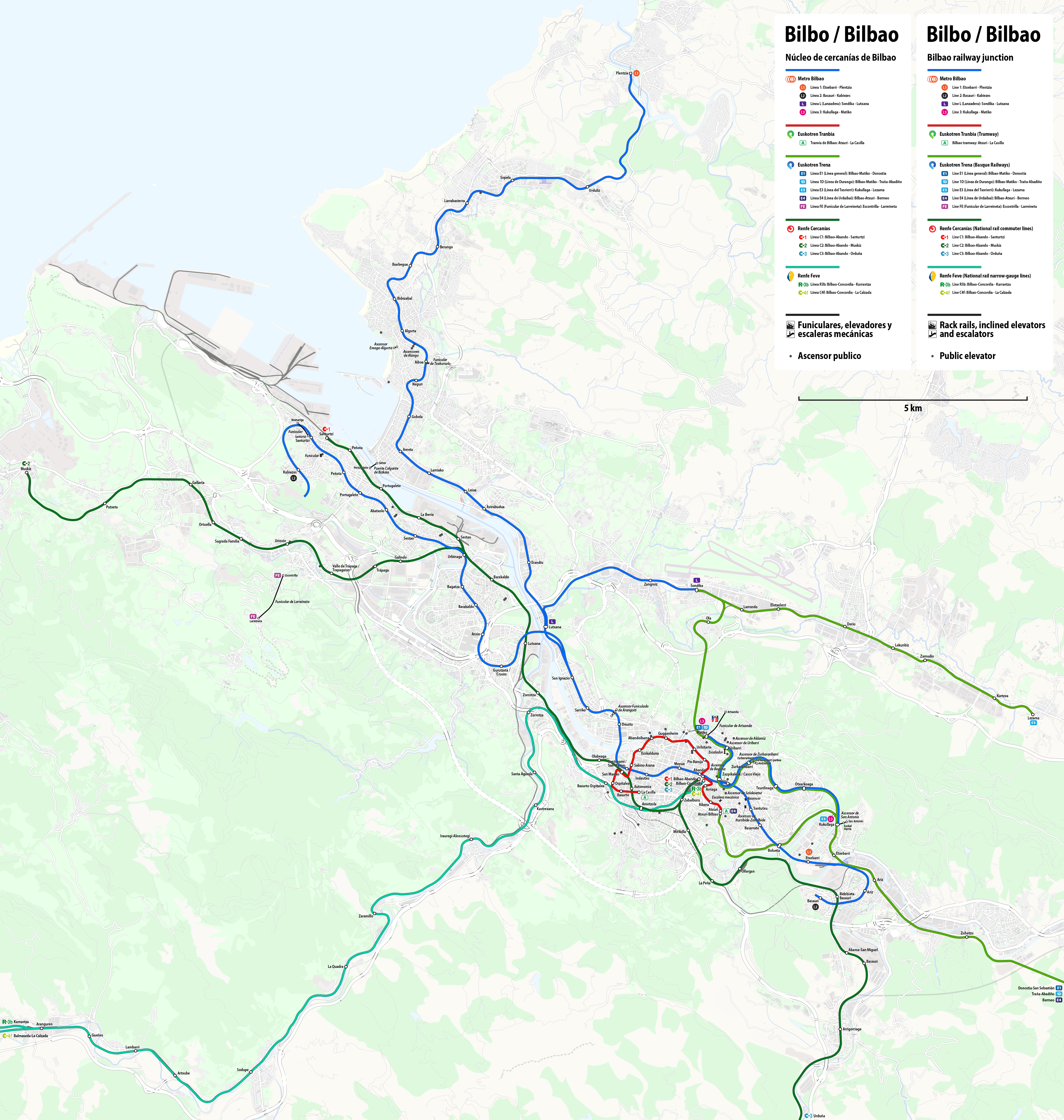

- O Metro de Bilbau é o eixo mais importante da área metropolitana. Conta com duas linhas que percorrem o centro da cidade de Bilbau e bifurcam-se para percorrer ambas as margens da Ria de Bilbau, a Linha 1 pela Margem Direita e a Linha 2 pela Margem Esquerda. Em construção encontra-se a terceira linha do metropolitano, que discorrerá pelos bairros altos da cidade e os unirá com o resto de linhas. Assim mesmo, também se está construindo a ligação ferroviária ao Aeroporto de Bilbau, que ligará à Linha 3 de Metro. As Linhas 4 e 5 estão em fase de estudo.
- A rede de Renfe Cercanias Bilbau conforma-se com três linhas que se interligam na estação intermodal de Bilbau-Abando. Partindo de dita/tal estação, as linhas C-1 e C-2 re/percorrem o sul de Bilbau e chegam até Baracaldo, onde se bifurcam para chegar à Zona Mineira a C-2 e no final da Margem Esquerda a C-1. Pela sua vez, a linha C-3 tem parada nos bairros de Miribilla e La Peña, e chega até a cidade de Ordunha passando por várias povoações de Álava.
- EuskoTren oferece os seus serviços nas linhas 1D entre Bilbau e Ermua passando pelo Duranguesado, 3 entre Bilbau e Bermeo passando por Busturialdea, 4 entre Bilbau e Lezama pelo Vale de Asúa e 5 com o seu serviço de funicular entre Larreineta e Escontrilla, no Vale de Trápaga.
- A primeira linha de bonde de EuskoTran discorre integramente pelo centro de Bilbau, ligando Basurto com Achuri através de Abandoibarra, símbolo da regeneração urbanística da vila. Encontram-se em estudo as linhas de Bonde UPV - Lejona - Urbinaga e Barakaldo embora ao estarem em estudo não se sabe se funcionarão como uma única linha ou como independentes.
- As linhas de Feve direção Balmaseda e Carranza percorrem as Encartaciones até chegar a Bilbau.
- O Funicular de Archanda liga o bairro de Castaños com o monte Archanda.

### Transporte por rodovia
- Sob a marca Bilbobus, Ôníbus de Lujua, Erandioko Herri Autobusa, Etxebarri Bus e Sopelbus operam as linhas urbanas.
- Bizkaibus é o serviço de linhas interurbanas.

## Comparação entre Bilbau e o País Basco
| Entidade local               | 2009      | %     |
| ---------------------------- | --------- | ----- |
| Bilbau                       | 354 860   | 16,3  |
| Grande Bilbau                | 869 842   | 40,4  |
| Bilbau metropolitana         | 910 298   | 41,9  |
| Província da Biscaia         | 1 152 658 | 53,1  |
| Total do País Basco espanhol | 2 172 175 | 100,0 |

No quadro à direita compara-se o peso demográfico da cidade de Bilbau, da sua comarca, da área metropolitana e da sua província em relação ao total do País Basco espanhol.